# 尹虞二女
尹虞二女指的是西晉長沙人尹虞的兩個女兒。尹虞擔任始興太守的時候，起兵討伐杜弢，結果戰敗，他的兩個女兒被杜弢俘虜，杜弢覺得尹虞兩個女兒都還長得不錯，想娶她們為妻。尹虞二女斥責他：「我們作為堂堂二千石太守的女兒，怎麼能嫁給賊人？我們只有一死了之！」杜弢最終將她們全部殺死。

## 延伸阅读
[在维基数据编辑]
 《晉書·卷096》，出自房玄齡《晉書》